# Jules-Émile Roberty
Jules-Émile Roberty, né le 29 octobre 1856 à Mantes-la-Jolie et mort le 22 novembre 1925 à Paris, est un pasteur protestant français.

## Biographie
Emile Jules Victor Louis Roberty naît à Mantes, dans les Yvelines, le 29 octobre 1856, dans une famille suisse. Son père, Pierre Émile Roberty est pasteur, et officie au temple protestant de Mantes-la-Jolie. Il officie ensuite au temple protestant Saint-Éloi de Rouen.
En 1875, Jules-Émile Roberty entre à la faculté de théologie de l'université de Genève. Il y rencontre Jean Réville, dont il devient un proche. Comme son père trente ans auparavant, il est ministre auprès de l’Église de Mantes-la-Jolie, de 1881 à 1882. De 1882 à 1891, il est pasteur de l’Église réformée de Lyon. Il assiste à la construction du Grand Temple de Lyon, inauguré le 1er mai 1884. Il est aumônier militaire, auprès du 14e corps d'armée.
Le 20 mars 1891, il est confirmé comme pasteur auxiliaire au temple protestant de l'Oratoire du Louvre, en ramplacement du professeur de théologie Ariste Viguié, mort subitement l'année précédente. En 1925, Jules-Émile Roberty est élu président du Consistoire réformé de Paris. Il est vice-président de la Fédération protestante de France. Il est correspondant pour le Journal de Genève. Il échange avec le théologien Auguste Sabatier, le sculpteur Auguste Bartholdi, le pasteur Charles Wagner - il préside à leurs obsèques. Il meurt au 4 rue de l'Oratoire, dans la maison presbytérale de l'Oratoire le 22 novembre 1925.

## Décoration
- Chevalier de la Légion d'honneur en 1920

## Publications
- Auguste Bouvier, théologien protestant, Alcan, 1901
- Vers l’Évangile social, Fishbasher, 1904
- Charles Péguy, Paris, Fischbacher, 1916
- Vers l’Évangile et pour la France : Sermons de guerre, Paris, Librairie Fischbacher, 1917 (OCLC 39282794)